# ويليام تايلور (مؤرخ)
ويليام تايلور (بالإنجليزية: William Robert Taylor) هو مؤرخ أمريكي، ولد في 1922، وتوفي في 17 يونيو 2014.